# Цибулиці
Цибулиці (пол. Cybulice) — село в Польщі, у гміні Чоснув Новодворського повіту Мазовецького воєводства.
Населення — 75 осіб (2011).
У 1975-1998 роках село належало до Варшавського воєводства.

## Демографія
Демографічна структура станом на 31 березня 2011 року:
|          | Загалом | Допрацездатний вік | Працездатний вік | Постпрацездатний вік |
| -------- | ------- | ------------------ | ---------------- | -------------------- |
| Чоловіки | 36      | 6                  | 27               | 3                    |
| Жінки    | 39      | 5                  | 25               | 9                    |
| Разом    | 75      | 11                 | 52               | 12                   |